# Ammothella vanninii
Ammothella vanninii là một loài nhện biển trong họ Ammotheidae. Loài này thuộc chi Ammothella. Ammothella vanninii được miêu tả khoa học năm 1982 bởi Stock.